# Stratocratie
Une stratocratie (du grec στρατός, stratós, « armée » et κράτος, krátos, « autorité », « pouvoir ») est une forme de gouvernement militaire dans lequel l'État et l'armée sont traditionnellement et constitutionnellement la même entité, et où les postes gouvernementaux sont toujours occupés par des officiers et chefs militaires. Elle est différente de la dictature militaire ou de la junte militaire, dans laquelle le pouvoir politique de l'armée n'est pas appliqué ou même soutenu par d'autres lois. 
Le service militaire, obligatoire ou volontaire, permet aux citoyens d'avoir le droit d'élire et de gouverner. Le pouvoir politique de l'armée est pris en charge par la loi, la constitution et la société. Une stratocratie est donc le plus souvent une méritocratie et n'a pas à être autocratique par nature pour préserver son droit de gouverner.

## Exemples de stratocraties notables

### Stratocraties modernes
L'équivalent moderne se rapprochant le plus d'une stratocratie est le Conseil d'État pour la paix et le développement de Birmanie (Myanmar), qui est sans doute différente de la plupart des autres dictatures militaires en ce qu'elle a complètement aboli la constitution civile et le pouvoir législatif. Une nouvelle Constitution, entrée en vigueur en 2010, a cimenté l'emprise de l'armée sur le pouvoir par le biais de mécanismes tels que de réserver 25 % des sièges à l'Assemblée législative pour le personnel militaire.

### Stratocraties historiques
Les Cosaques, principalement des peuples slaves orientaux, deviennent connus comme étant membres de communautés démocratiques, de militaires et de marins, principalement situés en Ukraine et en Russie méridionale. Ils habitent des régions et des îles faiblement peuplées dans le bas Dniepr, le Don, le Terek et les bassins fluviaux de l'Oural, et jouent un rôle important dans le développement historique et culturel de la Russie et de l'Ukraine.
Dès leur jeune âge, les Spartiates sont formés au combat et soumis à d'éprouvantes épreuves visant à les faire devenir des guerriers intrépides. Au combat, ils ont la réputation d'être les meilleurs soldats de Grèce, et la puissance des forces hoplites spartiates permet à Sparte de devenir l'État dominant en Grèce pendant la majeure partie de l'époque classique. Aucune autre cité-État n'osait attaquer Sparte même lorsqu'elle ne pouvait seulement rassembler qu'une force d'environ 8 000 hommes à l'apogée de sa domination.

### Stratocraties fictives
L'Union Cardassienne dans l'univers de Star Trek peut être décrit comme une stratocratie, tant du point de vue constitutionnel et social que politique et militaire, et possédant également de fortes caractéristiques méritocratiques.[réf. nécessaire]
Dans Étoiles, garde-à-vous ! de Robert A. Heinlein, la Fédération terrienne est créée par un groupe de vétérans militaires à Aberdeen, en Écosse, lorsque les gouvernements se sont effondrés après une guerre mondiale. La Fédération ne permet qu'à ceux qui terminent une période de Service fédéral de voter. Bien que ce ne soit pas seulement un service militaire, il semble en être la forme dominante. Il est estimé que seuls ceux qui sont prêts à sacrifier leur vie au nom de l'État sont aptes à gouverner. Bien que le gouvernement soit une démocratie représentative, il semble être dominé par des membres actifs et anciens de l'armée en raison de cette loi.[réf. nécessaire]
La région de Kanto ainsi que celle de Johto, dans l'univers pokémon, présentent a priori un gouvernement similaire à la stratocratie. Le conseil des Quatre, avec à sa tête le maître Peter, de par ses aspects et ses fonctions, rappelle un gouvernement militaire de ce type. Les dresseurs de pokémons se substituants ou se mélangeants en partie aux guerriers.
L’Empire galactique de l’univers Star Wars peut être considéré comme une stratocratie du fait que l’armée impériale et les militaires concentrent une grande quantité de pouvoirs civils.